# قایق بخار

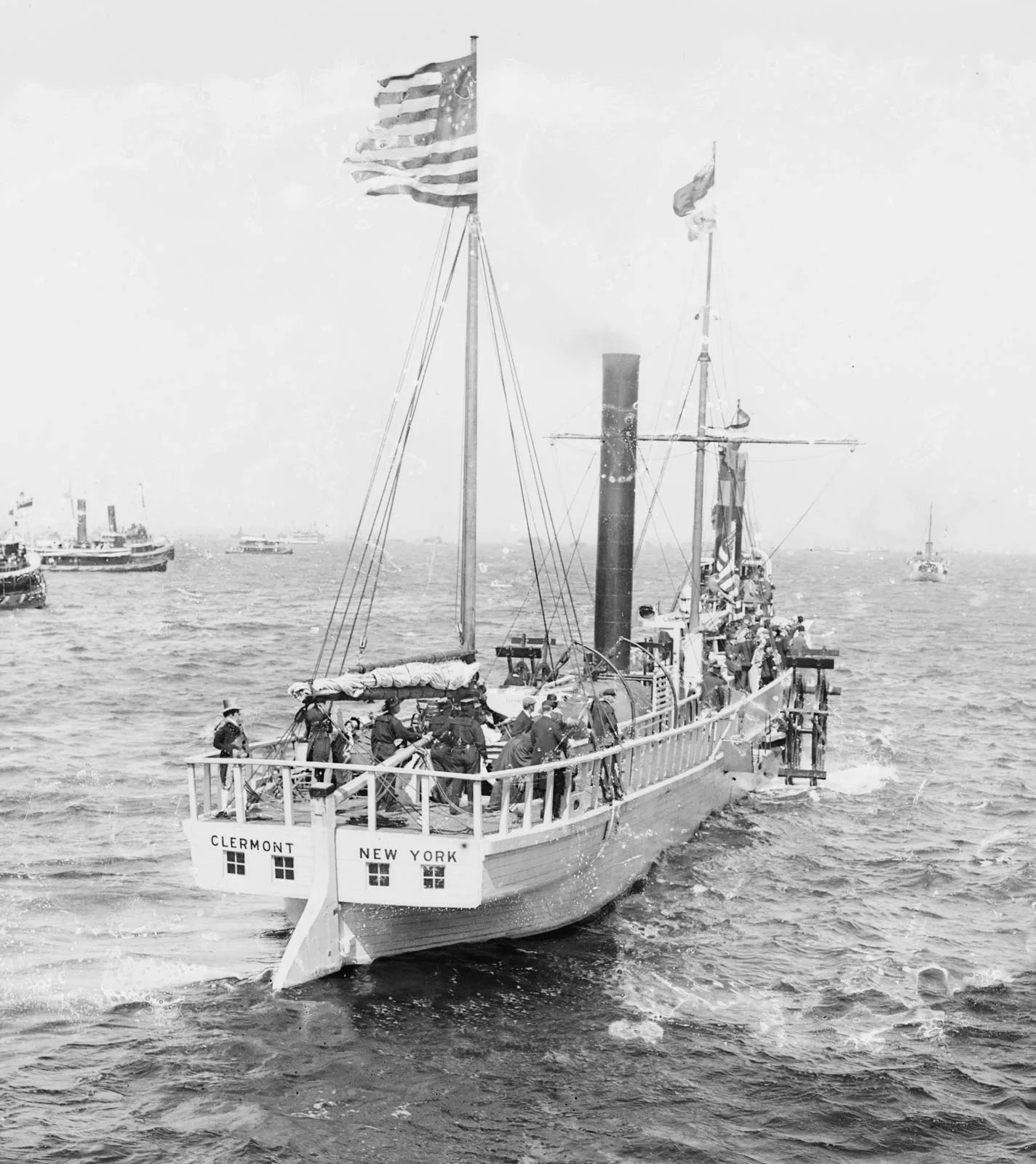
کلرمونت رابرت فولتون، اولین قایق بخار موفق تجاری، در سال ۱۹۰۸.

قایق بخار، قایقی است که عمدتاً با نیروی بخار به حرکت در می‌آیند و معمولاً چرخ‌های پدال را به حرکت درمی‌آورند.
قایق بخار، معمولاً از کشتی بخار کوچکتر است. اصطلاح قایق بخار اشاره دارد به قایق‌های رودخانه ای که با موتور بخار که روی دریاچه‌ها و رودخانه‌ها کار می‌کنند. همان‌طور که استفاده از بخار قابل اطمینان تر شد، نیروی بخار برای کشتی‌های بزرگتر اقیانوس پیما اعمال شد
در سال‌های آخر قرن نوزدهم، معمولاً از کشتی‌های بخار بزرگ، برای عبور از اقیانوس اطلس استفاده می‌شد. وسترن بزرگیکی از اولین کشتی‌های اقیانوس پیما بود که با موتور بخار کار می‌کرد، آن به اندازه‌ای بزرگ بود که بتواند بیش از ۲۰۰ مسافر را در خود جای دهد. کشتی‌های بخار به وسیله نقلیه غالب برای حمل و نقل باری اقیانوس اطلس و همچنین مسافرت تبدیل شدند. میلیون‌ها اروپایی با کشتی‌های بخار به ایالات متحده مهاجرت کردند.
تا سال ۱۹۰۰، با گسترش راه‌آهن‌ها و پیشی گرفتن از کشتی‌های بخار به‌عنوان شکل غالب حمل‌ونقل تجاری در ایالات متحده وضعیت تغییر کرد. اکثر قایق‌های بخار در نهایت بازنشسته شدند، به جز چند «قایق نمایشی» زیبا که امروزه به عنوان جاذبه‌های توریستی عمل می‌کنند.